# Certificat Discount
Pour les articles homonymes, voir Discount.
Un Certificat Discount est un Produit de Bourse appartenant à la famille des produits de rendement. Il offre un rabais par rapport à un investissement direct sur le sous-jacent tout en proposant un rendement attractif en cas de stabilité ou de hausse modérée du sous-jacent.
Ce produit garantit à son détenteur de recevoir un coupon fixe tous les ans et à maturité, une valeur de remboursement égale à la totalité du nominal investi si le sous-jacent clôture au-dessus du niveau barrière du produit.

## Quel est l’intérêt des Discounts?
Ils sont destinés à des investisseurs anticipant une variation modérée du sous-jacent. Le Certificat Discount permet à l’investisseur de profiter d’un rendement potentiellement plus important que sur le sous-jacent en cas de légère hausse, de stabilité ou même de baisse moyenne du sous-jacent.

## Historique des Discounts
Les premiers Discounts ont fait leur apparition en Bourse de Paris de 2008 à 2009, période à la suite de laquelle les émetteurs proposant ce produit ont décidé d’arrêter cette gamme. Depuis 2011, Commerzbank et BNP Parisbas sont les seuls émetteurs à proposer des Discounts sur une gamme variée de sous-jacents français en Bourse de Paris.

## Fonctionnement d’un Discount
Un Discount possède un Cap qui correspond au niveau maximal de remboursement.
A maturité, l’investisseur sera remboursé à hauteur du cours du sous-jacent si ce dernier clôture en dessous du niveau Cap.
Dans ce cas, le rendement de l’investissement est positif si le cours du sous-jacent est supérieur au prix d’achat du produit.
Si par contre à maturité le sous-jacent clôture au-dessus du niveau Cap, le rendement de l’investissement est positif, mais l’investisseur ne profitera pas de toute la hausse du sous-jacent, le remboursement maximal étant plafonné au montant du Cap.

## Exemple
Un Certificat Discount sur un sous-jacent qui cote actuellement 42 € est émis au prix de 39,5 € avec un Cap fixé à 46 €. A maturité différents cas peuvent se présenter :
Si le sous-jacent clôture au-dessus du niveau Cap, l’investisseur sera remboursé à hauteur de 46 €.
Si le sous-jacent clôture en dessous du niveau Cap, plusieurs scénarios sont possibles:
- Cas1 : une hausse modérée du sous-jacent

Le cours du sous-jacent clôture à 43 €. Le sous-jacent a eu une performance de (43-42)/42=2,38 % tandis que le détenteur d’un Certificat Discount bénéficie d’une performance de (43-39,5)/39,5=8,9 %.
- Cas2 : une faible baisse du sous-jacent

Le cours du sous-jacent clôture à 41 €. Malgré la baisse de (42-41)/42= 2,38 % observée sur le sous-jacent, le détenteur d’un Certificat Discount bénéficie d’une performance positive de (41-39,5)/39,5=3,8 %.
- Cas3 : une baisse considérable du sous-jacent

Le cours du sous-jacent clôture à 38 €, ce qui correspond à une baisse de (42-38)/42= 9,52 % observée sur le sous-jacent, le détenteur d’un Certificat Discount subira une baisse de (39,5 - 38)/39,5=3,8 %.

## Évolution du prix d’un Discount
Compte tenu de sa structure spécifique, le prix d’un Discount peut varier de façon non proportionnelle à la valeur du sous-jacent jusqu’à maturité.
D’une manière générale, le prix d’un Certificat Discount ajusté de la parité est dans la plupart des cas, inférieur au cours coté du sous-jacent. Le prix d’un Certificat Discount ne peut jamais être supérieur au niveau Cap.
Considérant une même échéance, plus le niveau Cap est éloigné du cours du sous-jacent, plus élevé sera le prix du produit. Si par contre le niveau Cap est inférieur au cours du sous-jacent, le prix du produit sera proche du niveau Cap.

## Quelle est la fiscalité en France des Discounts?
Les Discounts ne sont pas éligibles au PEA, leur fiscalité diffère selon que l’investisseur revende le produit avant échéance ou non :
Si le produit est revendu avant échéance, le régime fiscal auquel l’investisseur est soumis est celui des actions, la plus-value de cession éventuelle est imposable à 34,5 % dès le premier euro (19 % de taxe et 15,5 % de prélèvements sociaux.
Si l’investisseur attend l’échéance, le régime fiscal s’appliquant est celui des obligations, le gain net réalisé sera inclus dans le revenu du foyer et donc imposé au barème de l’impôt sur le revenu et aux prélèvements sociaux au taux de 15,5 %. Il est possible d’opter par option, auprès d’un intermédiaire financier, pour le prélèvement forfaitaire libératoire au taux de 34,5 %. En revanche, la perte nette subie est assimilable à une perte en capital qui ne pourra faire l’objet d’aucune imputation.